# Samantha Dirks
Samantha Dirks, född 18 december 1992, är en friidrottare från Belize. Hon deltog vid olympiska sommarspelen 2020.